# Valle delle Volpi
La Valle delle Volpi (Vall di Golp in milanese) è una valle alluvionale presso il comune di Pieve Emanuele (nel Parco Agricolo Sud Milano). Nel corso degli ultimi secoli il colatore Lambro Meridionale ha scavato il suo letto per erosione creando questa valle alluvionale con un dislivello che varia tra i 10 e i 20 metri dai campi adiacenti.
Durante le frequenti e abbondanti precipitazioni nei mesi autunnali/primaverili il fiume esonda dagli argini, riempiendo in parte la valle di acqua.
Lungo valle si presentano fino a sei risorgive derivanti dalle numerose falde freatiche nel sottosuolo.
La valle è ricca di boscaglie incontaminate dall'uomo se non fosse per alcuni rifiuti trasportati dal fiume e per l'ex depuratore ormai in fase di abbandono.
La fauna è quella caratteristica del parco agricolo sud Milano e si compone di svariati animali, tra cui il diffusissimo riccio, il tasso, il coniglio selvatico, la lepre, l'airone e la volpe da cui la valle prende il nome; in effetti questo nome gli fu attribuito dai paesani dell'ancora rurale Pieve dell'inizio del secolo scorso in virtù dei numerosi avvistamenti.
La volpe, un tempo diffusissima nei campi pievesi, negli ultimi anni viene disturbata dalle attività umane con l'estensione del centro abitato; attualmente gli avvistamenti sono confinati soltanto alla Valle delle Volpi stessa dove, indisturbata, vive e si riproduce.
La Valle delle Volpi è stata per anni zona frequentata da molti cacciatori ma, su ordinanza comunale, dal 2007 è diventata zona di caccia proibita come oasi di ripopolamento faunistico.
Nella valle vi è situata una vera e propria palude al di là della golena con un acquitrino che, nei mesi freddi, diventa un terreno fangoso pericoloso per l'uomo.
Ogni anno, specie nel mese di aprile, la Valle e i campi adiacenti presentano ottimi pascoli per un gregge di pecore proveniente dalle Alpi Orobie; la zona di Pieve Emanuele infatti, come gran parte del sud/sud-est milanese, è sede di transumanza ogni anno.
Sebbene la Valle delle Volpi appartenga al territorio di Pieve Emanuele si può considerare l'appartenenza naturale anche ai comuni di Opera e di Locate di Triulzi visto che il Lambro Meridionale delimita, per qualche chilometro, il confine tra Pieve e i due paesi.
Nella zona appartenente al comune di Opera la Valle prende il nome di "Oasi del Lamberin".